# Кессел, Мэттью
Мэттью Кессел (англ. Matthew Kessel; род. 23 июня 2000, Финикс или Скотсдейл, Аризона) — американский профессиональный хоккеист, защитник клуба национальной хоккейной лиги «Сент-Луис Блюз» (с 2022 года). Игрок сборной США по хоккею с шайбой.

## Биография
Кессел родился 23 июня 2000 года в Аризоне, в семье Тома и Лейлы Кессел. Вырос будущий хоккеист в Детройте, штат Мичиган. У него трое старших братьев. вместе со своими тремя старшими братьями, которые тоже увлекаются игрой в хоккей с шайбой.

## Клубная карьера
В сезоне 2017/18 годов Кессел впервые сыграл в юношеском хоккейном клубе «Фарго Форс» хоккейной лиги Соединенных Штатов (USHL), а позже в том же сезоне перешел в «Чикаго Стил». В 2018 году он играл в «Су-Фолс Стэмпид».
Кессел начал сезон 2019/20 годов в «Минитмене» вместе с другим новичком Джанфранко Кассаро. Дебютировал за команду 11 октября 2019 года, 15 октября в матче против «Нортистерн» забил свою первую шайбу.
Кессел был выбран «Сент-Луис Блюз» в пятом раунде под общим 150-м номером на драфте НХЛ 2020 года. После завершения юношеского сезона в «Минитменах» Кессел завершил свою карьеру в колледже и подписал 28 марта 2022 года двухлетний контракт с «Блюз». Сезон 2021/22 годов Мэттью завершал в «Спрингфилд Тандербердз».
В конце сезона 2022/23 годов, 2 апреля 2023 года, Кессел дебютировал в составе «Сент-Луис» в матче НХЛ против «Бостон Брюинз».
Сезон 2023/24 годов Кессел снова начал в составе «Тандербердз». 30 декабря 2023 года он был отозван в «Блюз». 13 февраля 2024 года он записал на свой счет первое очко в НХЛ, отдав голевую передачу Алексею Торопченко. 13 марта 2024 года Кессел подписал одностороннее продление контракта с «Сент-Луис» на два года. 7 апреля в своем 37-м матче в НХЛ он забил свою первую шайбу в ворота Лукаша Досталя из «Анахайм Дакс».

## Карьера в сборной
В 2024 году приглашён в состав первой национальной сборной США для участия в чемпионате мира, который состоялся в Чехии.